# 129564 Christy
129564 Christy este o planetă minoră (asteroid) din centura de asteroizi. A fost descoperită pe 7 martie 1997 la Stația Anderson Mesa de Marc Buie⁠(d) și a fost numită după James W. Christy. 
Obiectul prezintă o orbită caracterizată de o semiaxă mare de 2,6754940975573 UAi, o excentricitate de 0,08, o înclinație de 14,3 ° în raport cu ecliptica.